# استرالجا

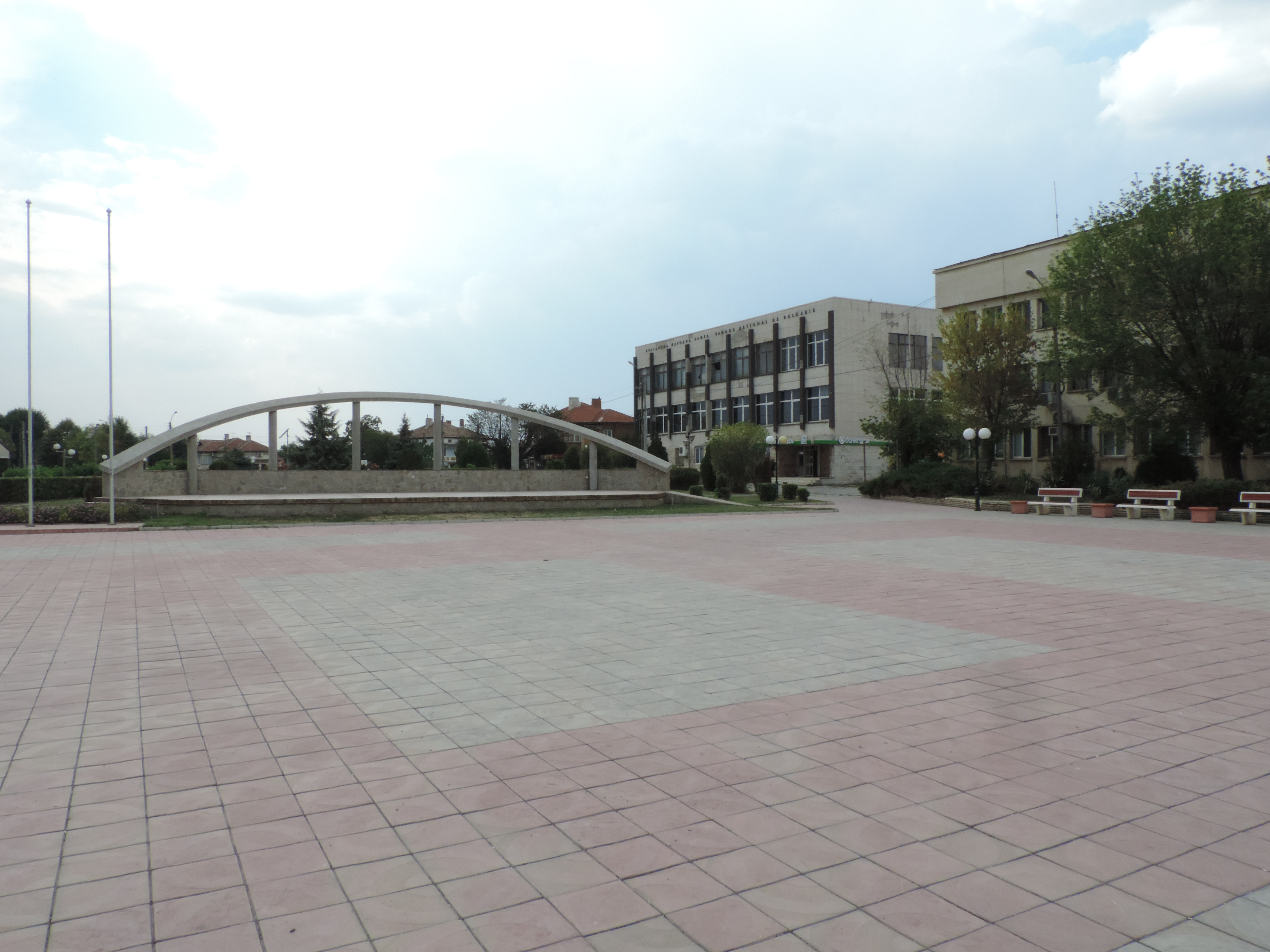
نمایی از استرالجا، شهری در استان یامبول، بلغارستان - ۲۰۱۶

استرالجا شهری در استان یامبول کشور بلغارستان است که جمعیت آن در سال ۲۰۰۱ میلادی ۶٬۱۷۶ نفر بوده‌است.